# ボーイング307
ボーイング307
スミソニアン博物館に展示されるパンアメリカン航空のボーイング307 (機体記号: NC19903)
- 用途：旅客機
- 製造者：ボーイング
- 運用者：
  - パンアメリカン航空
  - トランス・ワールド航空
  - ハワード・ヒューズ
  - ほか
- 初飛行：1938年12月31日
- 生産数：10
- 運用状況：退役

ボーイング307（Boeing Model 307）とは、アメリカ合衆国の航空機メーカーであるボーイング社が開発した、世界初の与圧キャビンを持つ商業用旅客機である。

## 概要

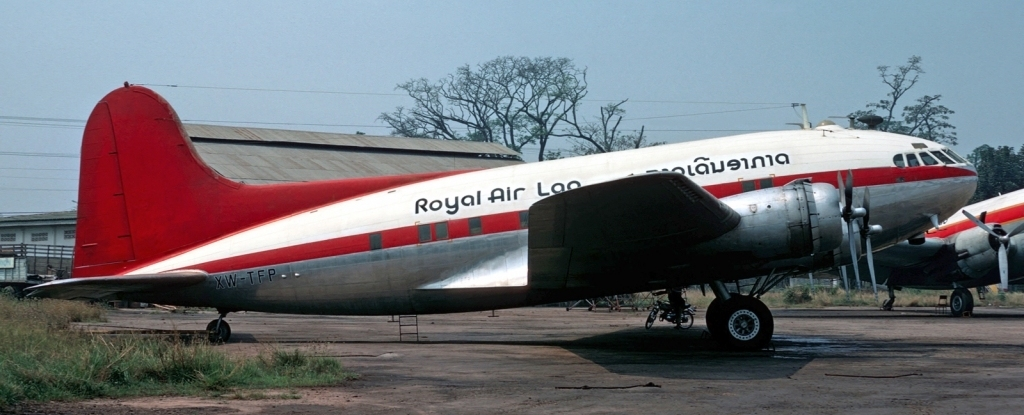
ラオス王立航空のボーイング307

ボーイング307は愛称を「ストラトライナー」といい、合計10機が製造された。20000フィートの高度を荒天であっても与圧されたキャビンでは快適な空の旅を提供することが出来た最初の旅客機であった。
主翼、尾翼、降着装置は同社が製造した爆撃機・B-17のものが流用され、機体構造にも共通点が多い。その後も、レシプロ機時代のボーイングは、爆撃機の主翼などを流用した旅客機を製造していた。また307の与圧技術はB-29にも利用されている。
初号機は1938年12月31日に初飛行したが、1939年3月18日に、KLMオランダ航空のパイロットにより試験飛行中に垂直尾翼の設計ミスが原因の墜落事故を起こした。2号機以降は改修されたものの、第二次世界大戦の勃発によりKLMオランダ航空は導入を取りやめた。
その後1940年3月にパンアメリカン航空によりアメリカ大陸横断路線やアメリカと南アメリカを結ぶ路線に就航した。その後トランス・ワールド航空にも納入されたものの、第二次世界大戦へのアメリカの参戦により生産が中止されたことや、与圧されていないもののより乗客数が大きく経済性に優れるダグラス DC-4などとの競合にさらされたことなどから最終的に10機が生産されたにすぎず、商業的には成功しなかった。

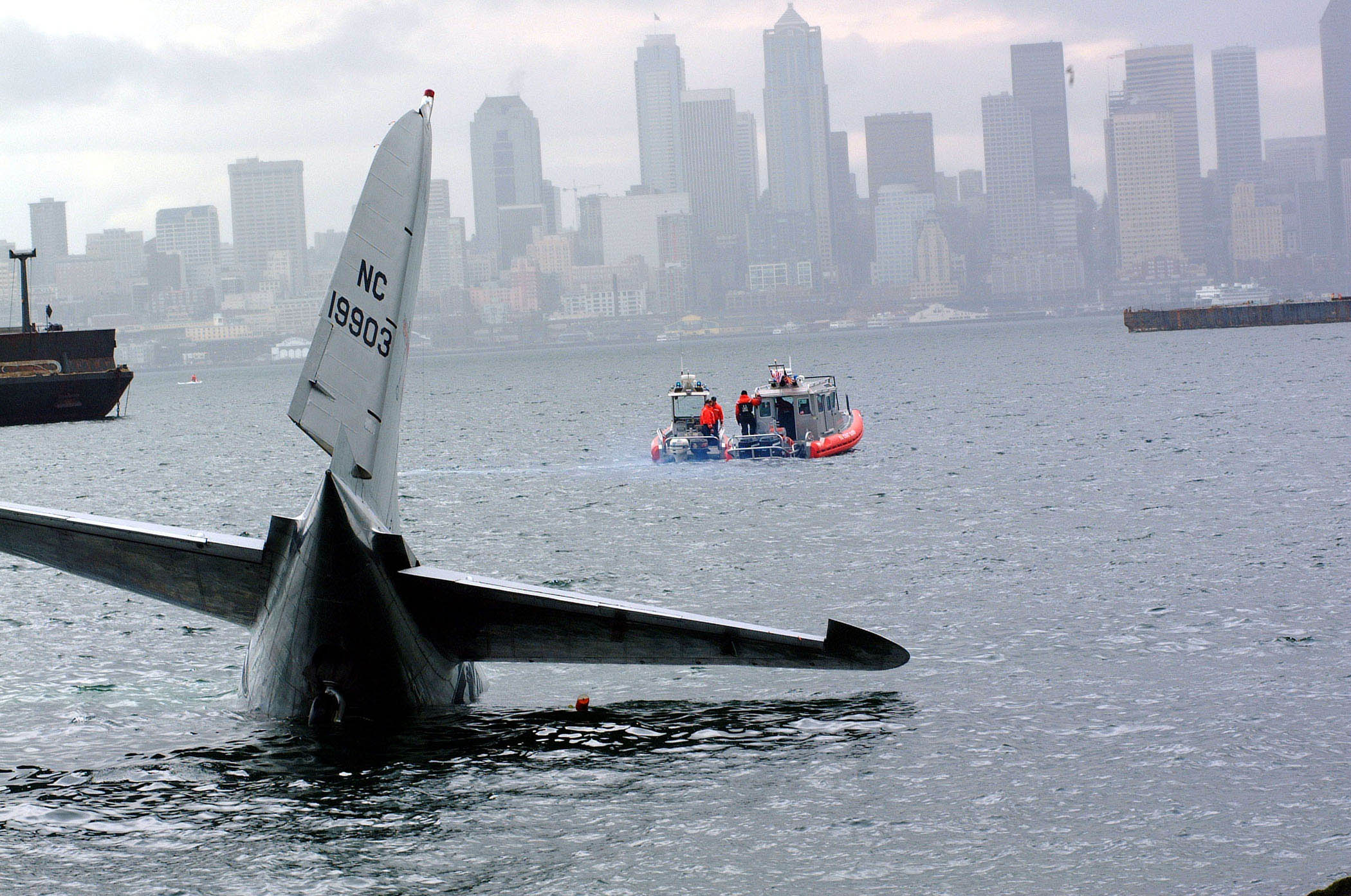
不時着水したNC19903

第二次世界大戦にアメリカが参戦すると、各航空会社より軍用に徴用され、トランス·ワールド航空所属の5機が与圧装置撤去や燃料タンク増設等の改造を施工されてC-75輸送機として運用された他、トランスワールド航空のオーナーで億万長者としても有名なハワード・ヒューズが購入し、豪華な内装を持つ「フライング・ペントハウス」として使用していたが、後年胴体部分のみハウスボートに改造された。
なお、トランスワールド航空所属機は軍の徴用を解かれた第二次大戦末期にエンジン、プロペラを含む主翼部と水平尾翼をB-17G型爆撃機と同型のものに交換し、電気系統はB-29と同規格に更新する等の性能強化工事を施されてから民間航空機として再就航した。
試験飛行で失われた1号機とハワード・ヒューズの所有機を除く8機は、第二次世界大戦にてアメリカ軍の徴用を経て、戦争終結後は再びトランスワールド航空、パンアメリカン航空に復帰したが、より大型·高速のロッキード·コンステレーションやダグラスDC-6等に代替·売却された。
その後は中南米やフランスの航空会社で使用されたが、フランスからラオスのラオス王立航空に移籍し運用されていた最後の1機が1975年3月に事故で失われ、商業運航は終了した。
現在は唯一文化財として、パンアメリカン航空が使用していたNC19903機がスミソニアン博物館で展示保存されている。この機体はスミソニアン博物館が1969年に購入後、20年間砂漠で保管されていたが、ボーイング社で保存工事が行われた。2002年、最後の飛行としてスミソニアン博物館へ回航する途中、シアトルで不時着水するという事故に見舞われたものの、引き揚げ・修復の上で2003年から同館で一般公開されている他、ハウスボートに改造された元ハワード·ヒューズ所有機もアメリカ国内で保存されている。

## スペック
- 乗員: 3
- 乗客: 33
- 全長: 22.66 m
- 全幅: 32.61 m
- 高さ: 6.34 m
- 翼面積: 138.0 m2
- 自重: 13,608 kg

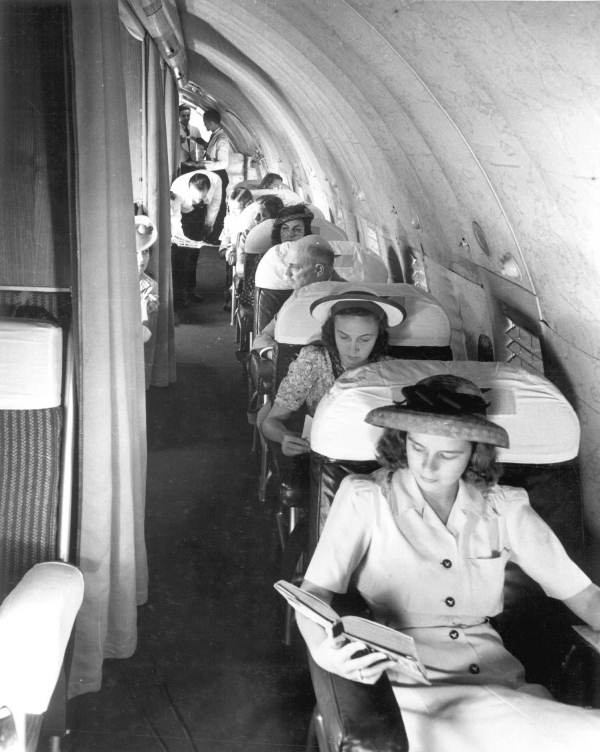
客室内部の様子

- 最大離陸重量: 19,050 kg (42,000 lb)
- エンジン: ライト製 GR-1820 空冷単列星型9気筒レシプロエンジン 900 hp ( 671 kW ) 4基
- 最高速度: 396 km/h
- 航続速度: 352 km/h
- 航続距離: 3,846 km
- 実用上昇限度: 7,985 m
- 与圧式

## 軍用オペレーター
- アメリカ合衆国
- ハイチ